# Đóng cửa của chính phủ Hoa Kỳ 2018–2019
Nửa đêm thứ Bảy, ngày 22 tháng 12 năm 2018, chính phủ Mỹ đã đóng cửa và vụ việc kéo dài tới ngày 25 tháng 1 năm 2019. Đây là lần đóng cửa chính phủ lâu nhất trong lịch sử Hoa Kỳ (35 ngày). Việc đóng cửa một phần chính phủ liên bang được cho xuất phát từ việc một số vấn đề trong dự thảo cho năm tài chính sắp tới. Việc này sẽ ảnh hưởng không nhỏ vì nó gây ra bế tắc trong việc dành ra 5 tỷ USD trong chính phủ để xây bức tường biên giới mới giữa Mỹ-Mexico của tổng thống Hoa Kỳ Donald Trump.

## Lịch sử lập pháp

### Bối cảnh
Vào tháng 9 năm 2018, Quốc hội Hoa Kỳ đã thông qua hai dự luật phân bổ "xe buýt nhỏ" cho ngân sách liên bang năm 2019 (H.R. 5895 và H.R. 6157), bắt đầu vào ngày 1 tháng 10 năm 2018. Chúng kết hợp năm trong số mười hai dự luật phân bổ thường xuyên với tổng số 77% tùy ý liên bang tài trợ, và bao gồm một nghị quyết tiếp tục cho đến ngày 7 tháng 12 cho các cơ quan còn lại. Đó là lần đầu tiên năm dự luật được ban hành đúng hạn trong 22 năm, kể từ năm tài khóa 1997.
Vào ngày 6 tháng 12, Quốc hội Mỹ đã thông qua nghị quyết tiếp tục thứ hai (H.J.Res. 143)  kéo dài đến ngày 21 tháng 12, để có thêm thời gian cho các cuộc đàm phán về bức tường biên giới được đề xuất của Donald Trump, đã bị trì hoãn do George H. W. Bush qua đời và lễ tang.

### Bắt đầu đóng cửa
Vào ngày 11 tháng 12, Trump đã tổ chức một cuộc họp trên truyền hình với người được chỉ định là Người phát ngôn Nancy Pelosi và Lãnh đạo thiểu số Thượng viện Chuck Schumer, trong đó ông yêu cầu họ hỗ trợ 5 tỷ đô la tài trợ cho một bức tường biên giới. Họ từ chối yêu cầu của Trump và một cuộc tranh luận theo đó Trump nói: "Tôi tự hào đóng cửa chính phủ vì an ninh biên giới... Tôi sẽ là người đóng cửa [chính phủ]. Tôi sẽ không đổ lỗi cho các quý vị về điều này... tôi sẽ đảm nhận việc này. Tôi sẽ là người đóng cửa chính phủ. " Schumer nói, "Chúng ta không nên đóng cửa chính phủ vì tranh chấp." 
Ba ngày sau, Politico báo cáo rằng Trump sẵn sàng ký một dự luật không có tài trợ cho một bức tường biên giới làm trì hoãn việc đóng cửa chính phủ vào năm 2019 và Quốc hội mới. Vào ngày 18 tháng 12, Lãnh đạo đa số Thượng viện Mitch McConnell đã gặp ông Trump và tuyên bố rằng chính phủ sẽ không đóng cửa vào ngày 22 tháng 12 và Tổng thống đã "linh hoạt" trong việc tài trợ cho một bức tường biên giới. Chủ tịch Ủy ban Thẩm định Thượng viện Richard Shelby nhận xét rằng nghị quyết có khả năng nhất là một dự luật tài trợ cho chính phủ cho đến đầu tháng Hai. Schumer nói thêm rằng caucus của ông sẽ "rất nghiêm túc" xem xét một dự luật như vậy và Đại đa số Thượng viện John Cornyn nói "Tôi không biết bất cứ ai trên Hill muốn tắt máy, và tôi nghĩ rằng tất cả các cố vấn của tổng thống đều nói với ông rằng điều này sẽ không xảy ra tốt. "
Ngày hôm sau, Thượng viện nhất trí thông qua nghị quyết tiếp tục lần thứ hai, Đạo luật Phân bổ Tiếp tục bổ sung, 2019 (H.R. 695), kéo dài đến ngày 8 tháng 2 năm 2019. Pelosi tuyên bố rằng Đảng Dân chủ Hạ viện sẽ ủng hộ biện pháp đó, nghĩa là sẽ thông qua Hạ viện ngay cả trong sự phản đối của phe Cộng hòa bảo thủ. Sau khi gia tăng sự chỉ trích từ các phương tiện truyền thông bảo thủ, các học giả và các nhân vật chính trị, Trump đã đảo ngược quan điểm của mình và tuyên bố rằng ông sẽ không ký bất kỳ dự luật tài trợ nào không bao gồm tài trợ cho bức tường biên giới. Sau đó, Hạ viện đã thông qua một phiên bản của nghị quyết tiếp tục vào ngày 20 tháng 12, đã thêm 5 tỷ đô la cho bức tường và 8 tỷ đô la viện trợ thảm họa. Các cuộc đàm phán tại Thượng viện đã không dẫn đến thỏa thuận về việc thông qua nghị quyết tiếp tục ngày hôm đó. Việc thay đổi quan điểm của Trump gây ra sự phẫn nộ trong đảng Cộng hòa Thượng viện. Khi được các phóng viên hỏi về con đường phía trước là gì, Thượng nghị sĩ bang Tennessee đã nghỉ hưu Bob Corker cười: "Tôi không biết. Tôi sẽ vui vẻ. Tôi đã sẵn sàng lái xe tới Chattanooga...Quý vị không thể tạo ra thứ này. "
Việc đóng cửa bắt đầu vào ngày 22 tháng 12  và Tổng thống Trump tuyên bố rằng ông sẽ hủy chuyến đi dự định tới Mar-a-Lago cho Giáng sinh và ở lại Washington, D.C. Ý nghĩa của thuật ngữ "bức tường" dự kiến sẽ là một khía cạnh của các cuộc đàm phán.